# Žrvanj
Žrvanj (cyr. Жрвањ) – wieś w Bośni i Hercegowinie, w Republice Serbskiej, w gminie Ljubinje. W 2013 roku liczyła 44 mieszkańców.